# 帰ってきたウルトラマン マットアロー1号発進命令
『帰ってきたウルトラマン マットアロー1号発進命令』（かえってきたウルトラマン マットアロー1ごうはっしんめいれい）は、DAICON FILM制作の特撮自主制作映画作品である。上映時間は28分。

## 概要
1983年に開催された日本SF大会「DAICON4」のプロモーション活動の一環として、8ミリフィルムによる映像作品として制作された。
総監督・主演（ウルトラマン役）は庵野秀明。特技監督は赤井孝美。このうち庵野は、初期の企画・絵コンテを担当したが諸事情で監督を降板し、最終的に特技監督の赤井が実質上の監督を引き継いで、現場でカメラを回して、照明のセッティング・編集・音響等を全てをチェックすることで完成させた。また、岡田斗司夫が脚本を担当し、武田康廣と澤村武伺がプロデューサーを務めた。
作品タイトルは、DAICON FILMの発足以前に庵野秀明をはじめとする制作・出演陣が、ウルトラマンが登場する短編の自主制作映画2本を制作したのを踏まえ、「そのウルトラマンが帰ってきた」ことを理由に命名されている。
基本的には、円谷プロダクション・TBS制作の特撮テレビドラマ『帰ってきたウルトラマン』（1971年 - 1972年。以下、「円谷プロ版」と表記）のパロディ・オマージュ作品であると同時に、同作品以外の「ウルトラシリーズ」（特に、『ウルトラセブン』など）をはじめとする様々な特撮作品へのオマージュも込められている。

## ストーリー

### アバン・タイトル＝イントロダクション
ある日の朝、平和で穏やかな街並みが広がるヒラツネ市の市街地に、"ラムダ1"と呼ばれる隕石が突如として落下し、ヒラツネ市の中心市街地一帯は、一瞬にして廃塵・廃墟と化した。地球防衛機構所属・怪獣攻撃隊MATの基地では、被害の報告を受けたイブキ隊長が、「ヒラツネ市の被害は、倒壊家屋1300戸以上で、死者・行方不明者は推定で16000人以上」と、司令室に集合した隊員たちに説明する。

### 本編Aパート
その日の夜、MAT基地の司令室では、収集した各種データを基にして、電算室が作成したコンピューターシミュレーションにより、隕石の落下状況とヒラツネ市の被害状況などが再現された。科学班の光学測定などにより、落下した隕石は、直径60m、質量130㏏と判断されたが、間もなく、隕石の中から3体の生命体が出現して移動を開始。イブキ隊長は、「隕石は『怪獣』を地球に送り込むためのカプセルである」と推測するとともに、ヒラツネ市への隕石落下から始まった一連の破壊行為を、宇宙人による外宇宙からの侵略行為と判断。隊員たちに、マットジャイロ、ならびに、マットアロー1号での出撃（戦闘体勢レベル1）を命じた。隊員たちの出撃と同時に、イブキ隊長は、司令室オペレーターのニシ隊員を通じて、地球防衛軍参謀本部から、「隕石の落下地点付近は全滅、生存者はなし。レベル4体勢＝隕石、ならびに、怪獣に対する熱核兵器の使用＝も止むなし」との結論を受け取る。
そのころ、地下に潜伏していた3体の生命体は、本格的にヒラツネ市の市街地で暴れ始める。現場に到着したマットジャイロ部隊3機は、怪獣への攻撃を開始する。果敢に応戦するマットジャイロ部隊は、一時的に3体の生命体を撃退することに成功したものの、その直後、3体の生命体は合体して、巨大怪獣"バグジュエル"となった。
この報告を受けたイブキ隊長は、レーザー砲ユニットを搭載したマットアロー1号の発進を命じるとともに、マットジャイロ部隊には、マットアロー1号到着までの間のナパーム弾による攻撃を指示する。イブキ隊長からの命令を受けたハヤカワ隊員は、まだ、5000人以上の生存者がいる市街地への攻撃をためらうものの、ナパーム弾攻撃の命令は撤回されず、マットジャイロ部隊のナパーム弾やロケット弾による攻撃と、地中から巨大な姿を現した怪獣バグジュエルの口から次々と放たれる強力な光弾の炸裂により、ヒラツネ市の市街地は炎の海と化した。
そこへ到着したマットアロー1号は、レーザー砲を怪獣に向けて発射するが、怪獣が発生させたバリヤーに阻まれ効果はない。マットアロー1号に搭乗していたイブキ隊員は、エネルギー切れとなったレーザー砲のバッテリーパックユニットを分離・投棄して現場からの離脱を図ろうとするものの、怪獣の攻撃により、彼のマットアロー1号は撃墜される。

### 本編Bパート
やがて、ヒラツネ市への隕石の落下から20時間以上が経過するものの、怪獣への有効的な攻撃手段は見つからない。MAT基地に戻った隊員たちには、地球防衛軍参謀本部からの命令を待つより以外にはない重苦しい待機状態が長く続いた。
そこへ、地球防衛軍参謀本部からの「本日の午前8時をもって、隕石ラムダ1、および、怪獣バグジュエルを熱核兵器で攻撃せよ」との命令が伝えられる。地球防衛軍参謀本部からの命令を受け取ったイブキ隊長は、冷静にMAT基地の体勢を「レベル4」に移行させ、マットアロー1号に熱核兵器を搭載するように命じるとともに、「熱核兵器による怪獣バグジュエルに対する攻撃は私自身で行なう」と宣言。だが、ハヤカワ隊員は、「怪獣がいる地点には、まだ、5000人以上も生存者がいる可能性がある。その上、撃墜されたイブキ隊員も生存している可能性がある。彼らを見殺しにすることはできない!」と、レベル4の体勢を解除しようと図った上に、他の隊員たちとの押し合いを払いのけて、必死になって隊長に食い下がる。しかし、「同胞の仇を討つんだぞ。貴様、それでも地球人か!」と隊長に一喝され、監視を付けられた形で自室にて謹慎させられる。自室に監禁させられたハヤカワ隊員は、変身アイテムのウルトラアイを手に持って見つめながら、「俺は、地球人だ。そして、ウルトラマンだ。くそっ!」と悔しげな表情で呟く。
そして、熱核兵器を搭載した、イブキ隊長自らが操縦するマットアロー1号がMAT基地から発進したその時、自室に監禁させられていたハヤカワ隊員は、ウルトラアイを装着し、巨大化によりMAT基地を破壊しつつウルトラマンに変身した。ウルトラマンは、ヒラツネ市上空でマットアロー1号を捕獲し、強制的に熱核ユニットを外し、イブキ隊長にある場所を示した。そこにはイブキ隊員が倒れていた、イブキ隊長が駆けつけると重症を負いながらも意識を取り戻した。ウルトラマンとバグジュエルとの戦いは、熾烈を極めてた、ウルトラマンの全ての技はバグジュエルの強力なバリヤに弾かれてしまう。カラータイマーの点滅する中、至近距離のウルトラ眼光で反撃、回収したウルトラブレスレットでバグジュエルのバリヤを破壊しスペシウム光線でとどめを刺した。ウルトラマンは、爆発のリミットに近づいた熱核ユニットを抱えて空に消えて光になった。マットジャイロで救助に訪れたMAT隊員たちがイブキ親子の生存に歓喜する中、どこからともなくハヤカワ隊員も現れた。イブキ隊長は自分の過ちを反省してハヤカワ・ケンと握手するのであった。

## 登場人物・キャラクター

### ウルトラマン
帰ってきたウルトラマン
必殺技：スペシウム光線、ウルトラスパーク、ウルトラ眼光、ウルトラスラッシュ（八つ裂き光輪）、流星キックなど。
基本的には、円谷プロ版の『帰ってきたウルトラマン』の主役ヒーロー・ウルトラマンジャックのパロディであるが、ウルトラマンへの変身シーンは、ウルトラセブンの変身パターン（ウルトラアイを装着して変身する）＋ウルトラマンジャック（ならびに、初代ウルトラマン）の変身パターン（巨大化変身シーンの映像）の複合バージョンである。変身の際には、巨大化する過程でMAT基地の建物を破壊して出現した。
変身後も（ウルトラマン役の庵野秀明の）顔出し。 庵野の私物の黒ぶちメガネ、ウルトラマンジャックの体の模様をスプレーで塗ってペイントしたウィンドブレーカーにジーンズ、スニーカーに軍手姿。
変身後の掛け声は初代ウルトラマン（中曽根雅夫）の流用。
- カラータイマーは爪楊枝入れの容器の蓋の改造で、ウルトラブレスレットは、庵野の私物の腕時計。
- パロディ元の本来の名前は「ウルトラマンジャック」であるが、当時は固有名詞がなかったので本作品でも「ウルトラマン」としか呼ばれていない。

### 地球防衛機構所属・怪獣攻撃隊MAT
- ハヤカワ隊員やイブキ隊員を除き、隊長や隊員の名前は、劇中では苗字のみであり、漢字表記もされない。エンドクレジットでは、イブキ隊長とハヤカワ隊員のみ、役名と演者名が併記表示される（他の隊員の役名は、一括して「MAT隊員」となっている）。

イブキ隊長
MATの隊長。名前はゲンゴロウ。冷静沈着。
地球防衛軍参謀本部より怪獣に対する熱核兵器による攻撃命令を受けるや、基地を「レベル4」体勢に移行させた上で、自ら熱核兵器を搭載したマットアロー1号に搭乗して出撃。ヒラツネ市の生存者たちを犠牲にする覚悟で、搭載した熱核兵器により怪獣バグジュエルを攻撃しようとするが、飛来してきたウルトラマンによって熱核攻撃を阻止される。そして、搭乗していたマットアロー1号（自身の搭乗機とは別の機体）を怪獣の攻撃で撃墜され、怪獣の出現現場で奇跡的に生存していた息子（イブキ隊員）を救出する。
怪獣がウルトラマンによって倒され、マットアロー1号に搭載されていた熱核兵器ユニットがウルトラマンによって大気圏外の彼方に運ばれた上で爆発した後、ヒラツネ市に駆けつけた隊員たちの前で、熱核兵器を使用しようとしたことを後悔する言葉を呟き、ウルトラマンに感謝する。
- 役名は、円谷プロ版の『帰ってきたウルトラマン』の第22話から登場した、MATの伊吹竜・第2代隊長（演：根上淳）が元ネタである。

ハヤカワ・ケン（早川健）隊員
MAT隊員。年齢は21歳。マットジャイロ3号機に搭乗する。
ウルトラアイ（庵野の私物の黒ぶちメガネ）で、上記の（庵野が扮する）ウルトラマンに変身する。ウルトラマンであるがゆえに、怪獣バグジュエルの正体などを知っていた。
- 役名は、東映・東京12チャンネル制作の特撮テレビドラマ『快傑ズバット』の主人公、ならびに同作品のパロディ作品であり、本作品と同じくDAICON FILM制作の自主制作映画『快傑のーてんき』シリーズの主人公の名前と同じである。

イブキ隊員
MAT隊員。イブキ隊長の息子。名前はシンゴ。
マットアロー1号で出撃し、怪獣バグジュエルをレーザー砲ユニットで攻撃するものの、怪獣がバリヤーを発生させたために効果はなく、逆に怪獣の攻撃により撃墜される。しかし、奇跡的に生存し、怪獣が出現した現場から父親によって救出される。
ヤマガ隊員
MAT隊員。マットジャイロ1号機に搭乗する。
合体する前の怪獣バグジュエルの触手によって、搭乗しているマットジャイロが捕らえられそうになりピンチに陥るが、ハヤカワ隊員たちのマットジャイロの援護射撃により、辛うじて危機を脱出する。
- 役名は、山賀博之とは直接の関係はない。また、演者が童顔で小柄な体格であったことから、当時は、Bパートの冒頭の、MAT基地内でタバコを吸うシーンが出てくるまでは、「少年隊員ではないのか」との疑惑が出ていたというエピソードがある。

イマムラ隊員
MAT隊員。マットジャイロ2号機に搭乗する。
男性隊員たちの中では唯一、口髭を生やしている。
ニシ隊員
MATの女性隊員。名前はユキ。基地の司令室でオペレーターを担当している。
ラストシーンでは、他の隊員たちとともに、マットジャイロに搭乗してヒラツネ市に向かい、イブキ隊長親子やハヤカワ隊員（＝ウルトラマン）を出迎える。

### 怪獣
増殖怪獣バグジュエル
ウルトラマンが戦った宇宙最強の怪獣。ウルトラマンからは、"キルアン"と呼ばれている。
その正体は、恒星間生物兵器で、"ラムダ1"と呼ばれる隕石（に偽装された、外宇宙から怪獣を地球に送り込むためのカプセル）の内部に潜んで地球のヒラツネ市に襲来した。その隕石の落下により、ヒラツネ市の中心市街地は壊滅的な被害を被った。3体に分離して地中に潜みながら徐々に成長し、1体の巨大怪獣に合体する。
口から吐き出す光弾と、あらゆる攻撃を跳ね返すバリヤーで、MAT、ならびに、ウルトラマンを苦しめるが、ウルトラマンの捨て身のウルトラ眼光を口に受けた後、ウルトラブレスレットにより、過負荷状態となったバリヤーを破壊され、流星キックから始まるウルトラマンの猛反撃の末の回し蹴りにより横転したところを、スペシウム光線を浴びて大爆発を遂げる。
- 名前の由来は「バグ（虫）」＋「ジュエル（宝石）」で、当初は『ガメラ2 レギオン襲来』に登場するレギオンのような設定を考えていたが、映像化が難しいということで、設定・デザインが変更された。

### その他
ある女子小学生
本作品のオープニング・タイトル（メインタイトル）後のアバン・タイトル（物語の導入部＝イントロダクション）に登場する、ヒラツネ市にて暮らす少女。隕石"ラムダ1"の落下の際には、ヒラツネ市内の小学校への通学の途中であったが、その他大勢のヒラツネ市民とともに、落下した隕石によって命を落とした模様である。

## MATのメカニック
マットアロー1号
MATの主力戦闘攻撃機。垂直離着陸・短距離離着陸が可能なVSTOL機。本作品のマットアロー1号の機体のモデルとなったのは、映画『ファイヤーフォックス』に登場する最新鋭型のミグ戦闘機「MiG-31 ファイヤーフォックス」。
主な武装は空対空ミサイル、空対地ミサイル、ロケット弾ポッド、バルカン砲（固定武装）など。機体後部に着脱可能な各種コンテナユニットを搭載することが可能である。
本作品にはイブキ隊長の搭乗機と、イブキ隊員の搭乗機の計2機が登場。この2機の差異として、前者には熱核兵器Mk.VIIIのユニットが、後者には高出力のレーザー砲の本体とバッテリーパックが一体となったユニットが、それぞれ搭載されている。
- テレビアニメ『うる星やつら』第156話には、面堂家私設軍の戦闘機として、このDAICON版のマットアロー1号がパロディ的に登場している。

マットジャイロ
ヘリコプターのような離着陸・ホバリングが可能な、ティルトローター方式の対地支援攻撃機兼輸送機。
武装は、機首先端下部に3連装ガトリング砲を1基固定装備。その他、ナパーム弾多数、ロケット弾ポッドなどを搭載可能。
本作品には1号から3号までの計3機が登場。1号機にはヤマガ隊員、2号機にはイマムラ隊員、3号機にはハヤカワ隊員が搭乗し、ヒラツネ市に出現した怪獣バグジュエルを攻撃した。
マットジープ
アバンタイトルのMAT基地の全景が登場するシーンに、数台が模型で登場。
マットサブ
オープニング・クレジット映像（マットアロー1号やマットジャイロのMAT基地からの発進プロセスの映像）のみに登場する、MATの特殊潜航艇。マットジャイロに懸垂する形で搭載することが可能。
監視衛星サイクロプス
オープニング・クレジット映像の後の、本編開始直後のMAT基地の司令室におけるヒラツネ市への"ラムダ1"の落下状況の再現シミュレーションのシーンにおいて、セリフのみで語られる。
上記のメカニックのプロップのうち、マットアロー1号やマットジャイロなどがボール紙製であるのに対し、マットサブのみはバキューム・フォーム製のキットである。

## キャスト
- イブキ隊長：武田康廣
- ハヤカワ：林収一
- MAT隊員：澤村武伺、業天隆士、西由紀、西垣寿彦
- 神村靖宏
- 紙谷博之
- 佐藤万里子
- 七堂眞紀
- 田口清秀
- 毛利文彦
- 森脇好彦
- 森本咲子
- 藤井美栄子
- 田中亜子
- ウルトラマン：庵野秀明
- 怪獣：田村紀雄
- ナレーター：清積則文

## スタッフ
- 脚本：岡田斗司夫
- 撮影・編集：赤井孝美
- 光学：庵野秀明
- 効果：小西真
- コンピューターグラフィックス：内田正美、厚見献志
- 特殊美術：米良健一郎、三枝徹、喜田淳、辰巳康治、福田太郎、柴原直季、田村紀雄、杉本末男
- 美術：指宿明、岩木泰孝、歌原弘明、桑原悟、小島計一、田口清秀、玉谷純、外山昌平、長戸健司、林収一、原口直規、山下敏博、山本達也
- 衣装：佐藤万里子、高畑彰、七堂眞紀、西由紀
- 撮影協力：山賀博之
- 編集補佐：植田正治
- スチル：永山竜叶
- 協力：（株）光洋電機、ゼネラルプロダクツ、キャンパスネットワーク、いづみ石油、（株）ポエミ、クラフト13、石間写植、深川岳志、山本義秀、岸田晃宣、柴田鉄二、大阪エアウェーズ、関西学生SF研究会連盟
- 現像所：フジカラーサービス南大阪現像所、山陰フジカラー現像所
- 制作進行：紙谷博之、神村靖宏
- 助監督：毛利文彦、石間久雄、森脇好彦
- プロデューサー補：西垣寿彦、業天隆士
- プロデューサー：武田康廣、澤村武伺
- 特技監督：赤井孝美
- 総監督：庵野秀明
- 企画・製作：DAICON FILM

### ノンクレジット
- 怪獣製作：赤井孝美、田村紀雄

## 音楽
本作品の主題歌には、「戦え! ウルトラマン」（作詞：東京一 / 作曲：すぎやまこういち / 歌唱：団次郎）を使用。同曲は、円谷プロ版において主題歌として採用されずにNGとなった、最初に作られた主題歌候補曲である。本作品での使用に際しては「みすず児童合唱団」によるコーラスがサビの部分に入っている、テレビサイズの（1番目の歌詞のみの）バージョンが使用されている。同曲は、後年にJOYSOUNDのカラオケで歌えるようになったほか、内山まもるの漫画『ザ・ウルトラマン』の短編アニメ化作品『ザ・ウルトラマン ジャッカル 対 ウルトラマン』でも主題歌として用いられている。
作中で使用されているBGMは、円谷プロ版の劇中で使用された曲以外にも『ウルトラセブン』の劇中で使用された曲、ならびに『ウルトラマン80』の劇中で使用された曲が流用されているが、これらはいずれも冬木透が作曲した曲である。また、エンドクレジットでは、映画『2001年宇宙の旅』の劇中でも使用されたヨハン・シュトラウス2世作曲の「美しく青きドナウ」が、エンディングテーマ曲として使用されている。

## 映像ソフト・配信
制作当時は、全国各地におけるDAICON FILM制作作品の上映会などのイベントで上映された後、ビデオソフト（VHS/ベータ）やレーザーディスクソフトとして、イベント会場やゼネラルプロダクツの各店舗などで販売されている（現在はいずれも廃盤）。これらは、いずれも円谷プロとTBSの許諾を受けておらず、ビデオ・レーザーディスクに関しては『帰ってきたウノレトラマソ』、あるいは、『DAICON FILM特撮作品』などの商品名で販売されていたこともある。
その後、2001年には、円谷プロとTBSの許諾を受けたことに伴い、ガイナックスにより本来のタイトルでDVDソフト化され、通信販売のみの形により2004年まで期間限定で販売されている。
また、監督を担当した庵野秀明が特撮・実写絡みの大きな仕事をする際に、その宣伝的な意味を込めて本作品を収録したディスクメディアがことあるごとに販売されている。これらのメディアソフトは全て円谷プロと円谷ミュージックの許諾を受けている。
- 2012年に東京都現代美術館において開催された企画展「館長庵野秀明 特撮博物館 ミニチュアで見る昭和平成の技」展に合わせて、同年8月1日より同美術館、ならびに、ガイナックスの公式ネット通信販売ショップなどにおいて、本作品のDVDソフト（ハイブリッド版DVDソフト）が特別に再発売され、前回の発売時と同じく通信販売のみの形により期間限定で販売されている。
- 2016年、庵野が総監督を担当する特撮映画『シン・ゴジラ』公開に合わせ、同年7月20日に発売された「庵野秀明 実写映画作品集 1998-2004」Blu-ray BOXの特典映像の一つとして、本作品も収録。ボーナストラック扱いではあるが、一般流通ルートで初めて販売されることとなった[14]。
- 2022年11月18日、庵野が企画・脚本を担当する特撮映画『シン・ウルトラマン』と共にAmazon Prime Videoでの配信が開始された[15]。

## 参考資料
- 堀田純司『ガイナックス・インタビューズ』講談社、2005年。ISBN 978-4063646436。
- 『封印映像大全』 アスペクト 2008年  ISBN 978-4-7572-1440-8
- 『世紀の大怪獣!!オカダ 岡田斗司夫のお蔵出し』イースト・プレス 1998.7